# Tityus manakai
Espèce
Tityus manakai est une espèce de scorpions de la famille des Buthidae.

## Distribution
Cette espèce est endémique de l'État d'Amazonas au Venezuela. Elle se rencontre vers Atabapo.

## Description
Le mâle holotype mesure 29,41 mm et la femelle paratype 40,87 mm.

## Étymologie
Son nom d'espèce lui a été donné en référence au lieu de sa découverte, Manaka.

## Publication originale
- Gonzalez-Sponga, 2004 : « Arachnida of Venezuela. Cinco nuevas especies de escorpiones de la Guayana-Amazonia (Chactidae: Buthidae). » Memoria de la Fundacion la Salle de Ciencias Naturales, vol. 62, no 159/160, p. 265-281 (texte intégral).